# North Bay Village
North Bay Village ist eine Stadt im Miami-Dade County im US-Bundesstaat Florida. Das U.S. Census Bureau hat bei der Volkszählung 2020 eine Einwohnerzahl von 8.159 ermittelt. 

## Geographie
North Bay Village besteht aus zwei Inseln in der Biscayne Bay und befindet sich zwischen Miami und Miami Beach.

## Demographische Daten
Laut der Volkszählung 2010 verteilten sich die damaligen 7137 Einwohner auf 4572 Haushalte. Die Bevölkerungsdichte lag bei 7930 Einw./km². 82,6 % der Bevölkerung bezeichneten sich als Weiße, 6,1 % als Afroamerikaner, 0,2 % als Indianer und 4,1 % als Asian Americans. 3,6 % gaben die Angehörigkeit zu einer anderen Ethnie und 3,4 % zu mehreren Ethnien an. 58,0 % der Bevölkerung bestand aus Hispanics oder Latinos.
Im Jahr 2010 lebten in 22,3 % aller Haushalte Kinder unter 18 Jahren sowie 15,1 % aller Haushalte Personen mit mindestens 65 Jahren. 49,9 % der Haushalte waren Familienhaushalte (bestehend aus verheirateten Paaren mit oder ohne Nachkommen bzw. einem Elternteil mit Nachkomme). Die durchschnittliche Größe eines Haushalts lag bei 2,11 Personen und die durchschnittliche Familiengröße bei 2,77 Personen.
17,1 % der Bevölkerung waren jünger als 20 Jahre, 39,8 % waren 20 bis 39 Jahre alt, 29,2 % waren 40 bis 59 Jahre alt und 13,7 % waren mindestens 60 Jahre alt. Das mittlere Alter betrug 37 Jahre. 50,3 % der Bevölkerung waren männlich und 49,7 % weiblich.
Das durchschnittliche Jahreseinkommen lag bei 50.750 $, dabei lebten 10,3 % der Bevölkerung unter der Armutsgrenze.
Im Jahr 2000 war Englisch die Muttersprache von 33,39 % der Bevölkerung, spanisch sprachen 53,29 % und 13,32 % hatten eine andere Muttersprache.

## Verkehr
Über die Inseln führt der John F. Kennedy Causeway.
Die nächsten Flughäfen sind der nationale Opa-locka Executive Airport und der Miami International Airport, beide etwa 16 Kilometer entfernt.

## Kriminalität
Die Kriminalitätsrate lag im Jahr 2010 mit 121 Punkten (US-Durchschnitt: 266 Punkte) im niedrigen Bereich. Es gab neun Körperverletzungen, 59 Einbrüche, 103 Diebstähle und 19 Autodiebstähle.